# Cantó de Beaurepaire
El cantó de Beaurepaire era una divisió administrativa francesa del departament de la Isèra. Comptava amb 15 municipis i el cap éra Beaurepaire. Va desaparèixer el 2015.

## Municipis
- Beaurepaire
- Bellegarde-Poussieu
- Chalon
- Cour-et-Buis
- Jarcieu
- Moissieu-sur-Dolon
- Monsteroux-Milieu
- Montseveroux
- Pact
- Pisieu
- Pommier-de-Beaurepaire
- Primarette
- Revel-Tourdan
- Saint-Barthélemy
- Saint-Julien-de-l'Herms

## Història
| Data d'elecció                           | Identitat       | Partit           | Qualitat |
| ---------------------------------------- | --------------- | ---------------- | -------- |
| 1945-1951                                | M. Mandron      | SFIO             |          |
| 1951-1964                                | M. Goudard      | SFIO             |          |
| 1964-1976                                | M. Milloud      | SFIO, després PS |          |
| 1976-2015                                | Christian Nucci | PS               |          |
| les dades anteriors no són pas conegudes |                 |                  |          |
|                                          |                 |                  |          |

## Demografia
| 1962  | 1968  | 1975  | 1982   | 1990   | 1999   | 2007   |
| ----- | ----- | ----- | ------ | ------ | ------ | ------ |
| 8.222 | 9.110 | 9.211 | 10.011 | 11.087 | 12.188 | 14.163 |